# Two Kinds of Women
Two Kinds of Women er en amerikansk stumfilm fra 1922 af Colin Campbell.

## Medvirkende
- Pauline Frederick som Judith Sanford
- Tom Santschi som Bud Lee
- Charles Clary som Bayne Trevor
- Dave Winter som Pollock Hampton
- Eugene Pallette som Carson
- Billy Elmer